# Першино (Лузский район)
Першино — упразднённая в 2019 году деревня в Лузском районе Кировской области России. Входил в Лузское городское поселение.

## География
Деревня находится в северо-западной части области, в подзоне средней тайги, на правом берегу реки Лунданки, на расстоянии приблизительно 7 километров (по прямой) к юго-востоку от города Лузы, административного центра района.

## Климат
Климат характеризуется как умеренно континентальный, с холодной продолжительной зимой и прохладным коротким летом. Средняя температура воздуха самого холодного месяца (января) составляет −14,5 °C (абсолютный минимум — −52 °С); самого тёплого месяца (июля) — 16,7 °C (абсолютный максимум — 35 °С). Годовое количество атмосферных осадков — 638 мм, из которых 310 мм выпадает в период с мая по сентябрь. Период активной вегетации длится 120 дней.

## История
Снят с учёта 13.03.2019.

## Население
| 2010 |
| ---- |
| 0    |

## Инфраструктура
Было личное подсобное хозяйство.

## Транспорт
Просёлочная дорога.